# Felipe Toro
Felipe  Andrés Toro Mendoza (2 de junio de 1981) es un guitarrista, cantante y compositor chileno, más conocido por su trabajo con su banda de blues rock: El Cruce. Además, en 2012 fundó una nueva agrupación llamada Sangre de Toro junto al baterista de sesión Andrés Silva.

## Biografía
Nació en Santiago en la comuna de Santiago, el 2 de junio de 1981. Sus padres han trabajado como comerciantes de La Vega Central por más de 40 años. En 1986 ingresó al Liceo José Victorino Lastarria. Felipe fue adquiriendo afinidad por la música desde niño y su sensibilidad fue aumentando a medida que iba creciendo. Su primer ídolo musical fue Michael Jackson. Pero su incursión con la música de forma seria comenzó cuando tenía 11 años. En 1992, le regalaron su primera guitarra en Navidad. Las primeras canciones que empezó a tocar fueron de Guns n' Roses. La música de estilo rock lo empezaba a seducir cada vez más y creía que "Los Guns n' Roses eran el mejor conjunto del mundo". Esta idea cambió cuando su papá le mostró un vinilo de Led Zeppelin —el álbum Led Zeppelin III— y Felipe se enamoró de la canción Since I've Been Loving You. "Fue un flechazo, un quiebre en mi percepción de la música. Luego de escucharla quería hacer lo mismo", recordaba Toro. Felipe empezó a indagar en el sonido que lo seducía tanto, hasta llegar finalmente a los músicos que hacían blues rock.
Junto a Cristián Pérez —compañero del liceo— compartieron gustos musicales en común por Grand Funk Railroad, Ten Years After y Led Zeppelin y decidieron formar en el año 1997 un dúo llamado PeaceCo, cuando tenían 15 años, para tributar a sus ídolos. Los jóvenes aficionados al blues rock comenzaron a frecuentar un bar capitalino ubicado en Barrio Bellavista llamado La Blusera y en una de esas ocasiones conocieron a Claudio Valenzuela, un armonicista fanático del blues clásico que les presentó a Elmore James y Muddy Waters. Toro y Pérez quedaron fascinados con sus gustos musicales, pero se encantaron aún más cuando Claudio les habló de la leyenda de Robert Johnson, que cuenta que el músico afroamericano tuvo un cruce en la autopista en Memphis con el diablo, y que el músico le vendió su alma a cambio de ser el mejor guitarrista del mundo. Claudio se les unió y no tardaron en llamarse El Cruce, en homenaje a la historia del bluesero.

### El Cruce
Junto a su primera banda, asumió el liderazgo como compositor, cantante solista y guitarra solista. En los doce años de carrera lanzaron tres discos de forma independiente: PeaceCo, A lo Amigo y A Mí Páis. Y uno a través del sello discográfico Oveja Negra: 770.
Después de doce años de carrera el líder, guitarrista y vocalista de la banda Felipe Toro, publicó una carta abierta en la que expresaba que el grupo se separaba indefinidamente debido al: "cansancio de luchar doce años en una escena que tiene muchas trabas para surgir".
Sin embargo, Toro enfatizó que seguirían tocando esporádicamente:

"Eso es lo que necesitamos ahora y es por eso que nos orillamos un rato. No se trata de dejar de vernos ni de crear ni de hacer música juntos, sino que se trata de encerrarnos un ratito en nosotros mismos para disfrutar el ambiente y la hermandad que se da dentro del vehículo en el que vamos y no estar tan pendientes del camino y del paisaje. Buscaremos dentro de nosotros mismos los sonidos que aún no hemos descubierto a punta de ensayos e improvisaciones que hace mucho no podemos darnos el lujo de tener y tocaremos en vivo solamente cuando tengamos ganas o las condiciones sean las adecuadas. Pasarán semanas, meses, no sabemos cuánto, pero será todo el tiempo necesario para que nuestra energía vuelva a ser la de siempre, la más potente, salvaje e indomable del blues criollo, y para que la gente que nos ha hecho el aguante durante todos estos años pongan nuevas canciones en sus bocas y las hagan propias."
Felipe Toro anunciando la separación de El Cruce en el portal de música 2120, en el año 2012.

### Sangre de Toro
Después de la disolución de El Cruce, el músico formó un trío con el destacado músico de sesión nacional: Andrés Silva, baterista que ha participado en la grabación de más de 60 discos y con el bajista Johan Pastene que había tocado con Denisse Malebrán. Aún no han revelado el nombre de su primer álbum y actualmente se encuentran en proceso de grabación.

### Actualidad
El músico se ha presentado de forma sistemática en bares nacionales, junto a su excompañero de grupo, Claudio Valenzuela, en un dúo llamado Toro y Bluesman. con quien alcanzó a grabar un disco, registrado en vivo en el bar El Averno de Concepción y titulado "Toro & Bluesman desde El Averno". Tras el regreso oficial de El Cruce, el dúo queda congelado y la actividad de Toro se centra en sus dos bandas. 
Por otro lado, Toro ha seguido instruyéndose en música y se encuentra en proceso de titulación del magíster en musicología latinoamericana en la Universidad Alberto Hurtado.